# Casa al carrer Retir, 30 (Igualada)
La Casa al carrer Retir, 30 és una obra modernista de Igualada (Anoia) inclosa a l'Inventari del Patrimoni Arquitectònic de Catalunya.

## Descripció
Casa entre mitgeres en la qual es va fer un arranjament de façana d'estil modernista. Estructuralment presenta una composició simètrica marcada per les obertures que són totes amb llinda. L'aspecte modernista es basa en els trencaaigües de tipus floral que decoren les obertures. Són fets de ciment amb motllo intentant donar l'aspecte de relleus de pedra. Aquests tenen la seva correspondència amb l'acabament de la façana de forma també ondulada i amb ornaments florals.

## Història
Propietari promotor de l'obra: Francesc Reixacs Marbres.